# Kättasjön
Kättasjön är en sjö i Karlshamns kommun i Blekinge och ingår i Bräkneån-Mieåns kustområde. Sjön är 8,3 meter djup, har en yta på 0,0415 kvadratkilometer och är belägen 82 meter över havet.